# Богун, Хамфри де, 7-й граф Херефорд
Хамфри (IX) де Богун (англ. Humphrey de Bohun, 25 марта 1342 — 16 января 1373) — 2-й граф Нортгемптон с 1360, 7-й граф Херефорд, 6-й граф Эссекс с 1361 и наследственный лорд Верховный констебль Англии с 1361, английский военачальник и политический деятель, единственный сын Уильяма де Богуна, 1-го графа Нортгемптона, и Элизабет де Бэдлсмир, дочери Бартоломью, 1-го барона Бэдлсмира. Последний представитель дома Богунов по мужской линии.

## Биография
После смерти отца в 1360 году Хамфри унаследовал его титул графа Нортгемптона и его обширные владения. Смерть в 1361 году бездетного дяди, Хамфри де Богуна, 6-го графа Херефорда и 5-го графа Эссекса, принесло Хамфри в наследство и его богатые владения и титулы, а также наследственный в роду пост констебля Англии. До совершеннолетия Хамфри находился под опекой тестя, Ричарда Фицалана, 10-го графа Арундела.
Влиятельность рода, а также родство с королём Эдуардом III обеспечило Хамфи видное положение при королевском дворе.
В 1363 году Хамфри возглавлял почётный кортеж, который Эдуард III послал для встречи короля Кипра Пьера I де Лузиньяна в Дувре, чтобы затем сопроводить того в Лондон.
В 1365 году Хамфри посвятили в рыцари Ордена Подвязки.
В 1366 году Хамфри был отправлен в составе посольства в Милан к герцогу Галеаццо II Висконти, где он занимался переговорами о браке одного из сыновей Эдуарда III, принца Лайонеля Антверпенского с Виолантой, дочерью герцога.
После возобновления Столетней войны в 1369 году Хамфри участвовал в неудачной экспедиции Джона Гонта, герцога Ланкастера, во Францию, где он был одним из командиров армии, осадившей Кале. Во время осады армия сильно страдала от недостатка продовольствия, кроме того, в ней начала распространяться чума, в результате чего умерло много солдат. Некоторые хронисты сообщают, что по слухам по приказу Хамфри был отравлен Томас де Бошам, 11-й граф Уорик, один из командиров англичан.
В 1371 году король Эдуард III назначил Хамфри послом в Бретань к герцогу Жану V. По пути в Бретань флот, в сопровождении которого Хамфри плыл, столкнулся около побережья герцогства с фламандским флотом. В завязавшейся битве победителями вышли англичане.
Последние годы жизни Хамфри в источниках освещены скупо. Хамфри умер 16 января 1373 года. Ходили слухи, что его тайно казнили по приказу короля. Он был похоронен в родовой усыпальнице в Уолденском аббатстве в Эссексе. Сыновей у Хамфри не было, с его смертью угас род Богунов.
Многочисленные и богатые владения Богунов унаследовали две дочери Хамфри, Элеонора и Мария, которые в момент смерти Хамфри были ещё несовершеннолетними. Они были богатейшими невестами в Англии и в итоге были выданы замуж за членов королевской семьи. Титулы графов Нортгемптона, Херефорда и Эссекса оказались вакантными. В 1380 году титул графа Эссекса был восстановлен для Томаса Вудстока, женившегося на Элеоноре, получившего в 1376 году также пост констебля Англии, а в 1384 году был восстановлен и титул графа Нортгемптона для Генриха Болингброка, мужа Марии. Титул же графа Херефорда исчез, однако в 1397 году для Генриха Болингброка был создан титул герцога Херефорда.

## Брак и дети
Жена: после 9 сентября 1359 года Джоанна Фицалан (ок. 1347 — 7 апреля 1419), дочь Ричарда Фицалана, 10-го графа Арундела, и Элеоноры Ланкастерской. Дети:
- Элеонора (ок. 1366 — 3 октября 1399), наследница Плиши, Калдикота, Брекона, Бронллиса, владений в Эссексе, Брекнокшире, Хантингдоншире; муж: до 8 февраля 1376 Томас Вудсток (7 января 1355 — 8/9 сентября 1397), констебль Англии с 1376, 1-й граф Бекингем с 1377, 1-й граф Эссекс с 1380, 1-й герцог Омаль с 1385, 1-й герцог Глостер с 1385[2]
- Мария (1369/1370 — 4 июня 1394), наследница владений Богунов в Херефордшире и центральных графствах; муж: с 20 июля 1380/10 февраля 1381 Генрих Болингброк (ок. 3 апреля 1367 — 20 марта 1413), граф Дерби с 1377, граф Нортгемптон с 1384, герцог Херефорд с 1397, герцог Ланкастер, граф Лестер и граф Линкольн с 1399, король Англии (под именем Генриха IV) с 1399, основатель королевской династии Ланкастеров.